# Cigoland
 (octobre 2022).
Cigoland est un parc de loisirs et un parc animalier situé à Kintzheim, petit village alsacien situé à côté de Sélestat dans le Bas-Rhin. Créé en 1974 par Jean Pierre Willmann, c'est un parc destiné aux familles avec des attractions et spectacles (audiovisuels, de cirque) destinés à tous les âges. Le parc dispose de nombreux espaces ombragés et d'une aire de jeux extérieurs pour les enfants.

## Situation géographique
Le parc est situé entre Sélestat et Kintzheim, à 2 minutes de l'autoroute A35. Il se trouve au centre de l'Alsace, le parc est à moins de 35 minutes de Mulhouse, dix minutes de Colmar et trente minutes de Strasbourg tout en étant proche l'Allemagne et des Vosges.

## Informations économiques
La Société Parc des Cigognes et Loisirs, créée le 14 mars 1996 réalise, en 2014, un chiffre d'affaires de 1 238 900 € et dégage un bénéfice de 3 700 €,.
Elle emploie de six à neuf salariés.

## Historique du parc
- 1974 : création du parc Cigoland ;
- 2002 : installation du train de la mine [4] ;
- 2014 : installation du cigopanoramique (pour les 40 ans du parc) ;
- 2016 : installation d'un Sentier pieds nu (à partir du 22 juin), du musée de la Cigogne Blanche (à partir de début septembre), du Marché de la cigogne (parcours explicatif sur l'alimentation de la cigogne blanche).

## Contenu du parc

### Animaux du parc
- Cigognes blanches
- Cygnes
- Paons
- Grues couronnées
- Poneys
- Ânes nains
- Daims
- Lamas
- Canards
- Chèvres naines
- Animaux de la basse-cour d'Alsace
- Canards sauvages et autres espèces

### Liste des attractions
- Le Train de la Mine - train de la mine
- Les chevaux galopants - chevaux galopants
- Survol du parc en Monorail - monorail
- Le circuit canoë
- Les bateaux tamponneurs
- Manège "Canards
- Le petit train pédagogique
- La plaine des jeux
- Cinéma "Mondes Extrêmes
- King-Kong
- Les voitures électriques (payant)
- Le cirque Joubinaux (présent toute la saison)
- L'atelier pédagogique audiovisuel "La vie des Cigognes"
- Les tacots
- Le carrousel 1900
- Le Cigopanoramique (tour panoramique)
- Piscines à balles
- Le marché de la cigogne (nouveauté 2016)
- Le sentier pieds nu (à partir du 22 juin 2016)
- Le musée de la cigogne blanche (à partir du 17 juillet 2016)

les attractions sont faites pour les enfants, entre 3 et 12 ans.

### Services du parc
Le parc met à la disposition des visiteurs différents endroits pour se restaurer :
- 1 buvette
- 1 self-service (Le Cigo Snack)
- 1 snack (Chez Noody)
- 1 restaurant

Plusieurs terrasses et aires de déjeuner ombragées sont à la disposition des visiteurs, ainsi qu'un espace pique-nique et aussi un parking gratuit.
Il est également possible de louer des charrettes pour faciliter le déplacement dans le parc tout au long de la journée (6 € la journée).
Cigoland propose également à ses visiteurs de séjourner dans un des hôtels au choix qui peuvent alors bénéficier d'un tarif privilégié pour l'accès au Parc.